# Matchbox (canción)
«Matchbox» es una canción blues escrita y compuesta por Blind Lemon Jefferson en 1927, y llamada en su momento "Match Box Blues".

## Otras versiones
«Matchbox» es una canción escrita en los géneros rock and roll y rockabilly por Carl Perkins y grabada primeramente por él en Sun Records en diciembre de 1956. Fue lanzada el 23 de enero de 1957 como sencillo en Sun Records. La canción se ha convertido en una de las grabaciones más conocidas de Perkins, a la que siguió diferentes versiones de otros muchos artistas, especialmente la de The Beatles.

### El «Matchbox» de Perkins
Después de grabar «Your True Love», el padre de Carl, Buck Perkins, le sugirió a su hijo que cantara «Match Box Blues». Buck sólo conocía algunas líneas de la canción, proveniente quizás de una grabación realizada en 1927 por Blind Lemon Jefferson, o de una versión de los músicos country The Shelton Brothers (quienes grabaron la canción por dos veces, una en la década de 1930, y otra en 1947). Al cantar Carl las pocas palabras que su padre le había sugerido, Jerry Lee Lewis, que para entonces era pianista de sesión en Sun Studios, inició un comedido riff de boogie-woogie. Carl comenzó a sacar una melodía de su guitarra e improvisó la letra de la canción. El 4 de diciembre de 1956 Carl Perkins grabó la canción titulada «Matchbox». Más tarde, en ese mismo día, Elvis Presley, Johnny Cash, y el pianista de sesión Jerry Lee Lewis estuvieron todos juntos en el estudio de grabación Sun con Sam Phillips. Al grupo improvisado formado en esta jam sesion se le conocería posteriormente como el Million Dollar Quartet. 
Perkins sostuvo que nunca antes había oído la canción «Match Box Blues», de Jefferson, cuando realizó la grabación de «Matchbox». La canción de Jefferson es acerca de una mujer de mala calaña; la de Perkins era sobre un «pobre chico» perdidamente enamorado con las perspectivas de amor limitadas.

### The Beatles
The Beatles eran fanes de Perkins y comenzaron a interpretar la canción alrededor de 1961. Su entonces baterista, Pete Best, era el vocalista principal del tema. No existe ninguna grabación de estudio con Best cantando la canción, aunque sí una grabación en vivo con él como líder vocal. En 1962, John Lennon cantaba la canción durante una actuación en el Star-Club de Hamburgo, Alemania; una grabación de esta interpretación existe, y está incluida en el disco Live! at the Star-Club in Hamburg, Germany; 1962.
Al año siguiente, The Beatles cantaron «Matchbox» con Ringo Starr en la voz principal para su programa de radio de la BBC, y esta versión se incluiría posteriormente en el álbum recopilatorio Live at the BBC, de 1994. Starr también tuvo que cantar la voz principal cuando se grabó la canción en 1964. Carl Perkins estuvo presente en la sesión de grabación del tema, al igual que las de «Slow Down», «I'll Cry Instead» y «I'll Be Back». Como solía ser, todos los instrumentos en la canción son interpretados por los propios Beatles, con la excepción del piano, que fue tocado por el productor George Martin. George Harrison toca la guitarra rítmica de doce cuerdas, mientras que Lennon toca los riffs y el solo en la guitarra solista (incluso se oye a Starr decir en la versión del Live at the BBC: «¡Muy bien, John!»). «Matchbox» apareció en el EP Long Tall Sally en el Reino Unido y en el álbum de Capitol Something New en los Estados Unidos. También fue lanzado en este último país como sencillo de Capitol el 24 de agosto de 1964, donde alcanzaría en la lista pop de Billboard el puesto n.º 17. La canción fue, asimismo, incluida en los recopilatorios Past Masters y Mono Masters.

#### Personal
- Ringo Starr - voz (doblada a dos pistas),[3] batería (Ludwig Super Classic).
- John Lennon - guitarra solista (Rickenbacker 325/12c64).[3][4]
- Paul McCartney - bajo (Höfner 500/1 63´).
- George Harrison - guitarra rítmica (Gretsch Tennessean).[3][4]
- George Martin - piano (Steinway Vertegrand Upright Piano).